# 1588 Дескамісада
1588 Дескамісада (1588 Descamisada) — астероїд головного поясу, відкритий 27 червня 1951 року.
Тіссеранів параметр щодо Юпітера — 3,210.